# روزنه آبی

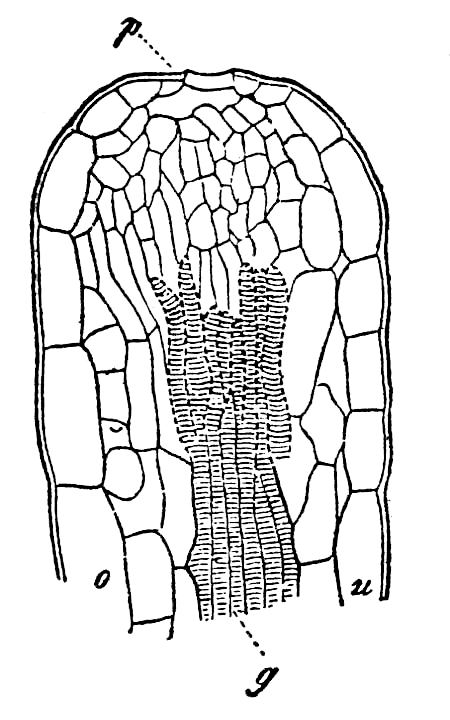
برشی از روزنه آبی در برگ یک پامچال چینی.

در زیست‌شناسی به منفذی در روپوست یا حاشیه برگ برخی از گیاهان (معمولاً گیاهان گل‌دار) که آب به‌صورت مایع از آن خارج می‌شود، روزنهٔ آبی یا هیداتود (Hydathode) می‌گویند. وظیفه آنها فقط دفع آب اضافی از گیاه است.
روزنهٔ آبی ساختمان پوششی گیاهان عالی است که دارای عمل تراوش مایع می‌باشند. روزنه‌های آبی به صورت منافذ ویژه‌ای در نوک برگ‌ها هستند که انتهای تراکئیدهای بافت چوبی به آنها منتهی شده و از طریق آنها آب به آسانی از بخش‌های درونی برگ به بیرون دفع می‌شود. عامل اصلی دفع آب از راه هیداتودها همان فشار ریشه‌ای است. روزنه‌های آبی بر خلاف روزنه‌های هوایی همیشه باز بوده که علت آن به خاطر عدم وجود سلول‌های نگهبان است.
روزنه‌های آبی در عمل تعریق دخیل است. تعریق علاوه بر خنک کردن گیاه، سرعت جذب مواد غذایی در ریشه‌ها را افزایش می‌دهد.
روزنه‌های آبی در گیاهان آبزی همانند گیاهان علفی در زیستگاه های خشک یافت می‌شود؛این روزنه‌ها در گیاهان پستیا، سنبل آبی، رز و چندین گونه دیگر وجود دارند. برخی از گیاهان شورپسند دارای کرک‌های غده‌ای هستند که نمک را با انتقال فعال ترشح می‌کنند تا غلظت یون های معدنی سیتوتوکسیک در سیتوپلاسم سلول‌ها را کاهش دهند؛ این فرایند ممکن است باعث ایجاد ماده‌ای پودری سفیدرنگ بر سطح برگ شود. 